# April Pearson
April Janet Pearson (ur. 23 stycznia 1989) – angielska aktorka. Najlepiej znana z roli Michelle Richardson w brytyjskim serialu młodzieżowym Kumple emitowanym na kanale E4 (Wielka Brytania) oraz BBC Entertainment (Polska).

## Kariera
Pearson w wieku zaledwie trzech lat dołączyła do grupy teatralnej w Bristolu. W młodości odgrywała różne role w tej grupie teatralnej oraz w szkole.
W 1998 Pearson zadebiutowała w telewizji w serialu Na sygnale. Jej przełomową rolą była Michelle Richardson w serialu młodzieżowym Kumple. Pojawiła się ona w dwóch pierwszych seriach, ale podobnie jak reszta „oryginalnych” członków obsady została wypisana z następnych serii w celu wprowadzenia nowej generacji w serialu.
W 2008 pojawiła się ponownie w Na sygnale jako nastolatka o imieniu Karen. Także w zadebiutowała w filmie Tormented (2009) u boku Larissy Wilson, swojej koleżanki z Kumpli, która grała sadystyczną uczennicę. Film zdobył głównie pozytywne recenzje od krytyków. Total Film określił ten film jako: A slasher for the Skins generation.
Pearson powróciła do teatru, grając w Bristol Old Vic. Produkcja została zawieszona wiosną 2009 roku, a jesienią tego roku, zagrała jako porwana nastolatka o imieniu Callie w New End Theatre.

## Życie osobiste
Osoby współpracujące z nią w Kumplach – Nicholas Hoult, Mitch Hewer i Joseph Dempsie stwierdzili, że April była głową dziewczyn w szkole Colston Girls, którą ukończyła w 2007 roku.
April można dostrzec także w kampanii dla Channel 4.

## Filmografia
| Rok       | Film       | Rola                | Notka                 |
| --------- | ---------- | ------------------- | --------------------- |
| 1998      | Na sygnale | Nieznana            | 1 odcinek             |
| 2007–2008 | Kumple     | Michelle Richardson | Sezon 1 i 2           |
| 2008      | Na sygnale | Karen Shevlin       | 2 odcinki             |
| 2009      | Tormented  | Tasha               | premiera 22 maja 2009 |